# 前田朱由
前田 朱由（まえだ あゆ）は、NHKの元契約キャスター。

## 経歴
詳細は基礎情報も参照。富山県立砺波高等学校、千葉大学卒業後、地元放送局などを経て、2000年4月から2004年3月までNHK金沢放送局で、同年4月からはNHK名古屋放送局でリポーターを務めた。名古屋では小野田真由美、辻本瑠美奈とともに、「ほっとイブニング」の「東海の技」のコーナーや、様々な企画リポートを担当。また「お元気ですか日本列島」の「ぐるっとニュース」にも出演した。在籍中は一部で歌手の一青窈に似ているといわれていた。
2008年3月、名古屋局のホームページで執筆していた「前田朱由キャスターのこぼれ話」で、3月限りでの出演終了と、中学校教員への転身を発表した。
教員免許は大学時代に取得しており、愛知県教育委員会の社会人枠の教師に応募し採用された。同年4月から愛知県一宮市の中学校に国語教師として赴任。

## NHK名古屋での担当番組
- お元気ですか日本列島（ぐるっとニュース東海北陸担当） 2004年4月 - 2008年3月
- ほっとイブニング（「東海の技」リポーター） 2004年4月 - 2008年3月